# 꺽지
꺽지는 쏘가리과의 물고기로 한국의 고유종이다.

## 특징
몸길이 25cm 정도이고 몸빛은 회갈색 바탕에 7-8개의 짙은 가로띠가 있다. 새우, 작은 곤충 등을 잡아먹는다. 경계심이 많고, 자기 영역에 대한 텃세가 강하다. 산란기는 5-6월이며, 알을 낳아 돌 밑에 둥그스름하게 붙여 놓는다. 어미는 알이 부화할 때까지 알 주위를 맴돌며 알을 돌본다. 맛이 좋아 사람들에게 인기가 많다. 수명은 5-6년이다. 근연종으로 꺽저기(Coreoperca kawamebari)가 있다.

## 분포 지역
하천 중상류의 물이 맑은 곳에서 살며, 바위나 자갈이 많이 깔린 곳의 돌 밑에서 볼 수 있는 고유 민물고기이다.